# Финкель, Людвик
Людвик Михал Эмануэль Финкель (пол. Ludwik Michał Emanuel Finkel; 20 марта 1858, Бурштын, ныне Ивано-Франковская область — 24 октября 1930, Львов) — представитель львовской научной школы польских историков XIX века, библиограф, профессор и ректор (1911—1912) Львовского университета. Ученик Ксаверия Лиске. Руководитель кафедры австрийской истории Львовского университета (1892—1918), на которой заменил историка И. Шараневича. Автор концепции польского основания Львовского университета и многотомной библиографии польской истории.

## Биография
Из ассимилированной еврейской семьи. Родился в Бурштыне в семье мелкого чиновника (судебного адъюнкта) Якуба Финкеля и Анны Варницкой. Учился в народной школе в Гримайлове (ныне Тернопольская область), и в государственной гимназии в Тернополе (в частности, в 1876 году закончил VII класс). С 1877 до 1881 года изучал историю, философию и историю литературы во Львовском университете. В 1882 году получил степень доктора философии. Совершенствовал знания в университетах Берлина и Парижа в 1882—1884 годах. Некоторое время работал в львовских архивах, а с 1885 года работал в Высшей сельскохозяйственной школе в Дублянах преподавателем новейшей истории Польши. С 1892 года и до самой смерти деятельность профессора Финкеля связана со Львовским университетом.

## «История Львовского университета»
В 1894 в соавторстве с Станиславом Стажинским Л. Финкель издал историю Львовского университета, при написании которой использовал максимально доступное количество архивных материалов. Во время прибытия императора Франца Иосифа I во Львов на официальное открытие медицинского факультета Львовского университета монография издана и подарена монарху. До сих пор эта работа остается наиболее полным исследованием истории львовского высшего учебного заведения 1880-х годов. Она содержала также хронику событий в 1894. Ключевое значение — новая концепция предыстории Львовского университета, которая опровергала пангерманские претензии.
Л. Финкель основывал новую концепцию истории университета на привилегии польского короля Яна Казимира. Тот предоставил их Львовской академии иезуитов (в соответствии с привилегией, после 1661 это образовательное заведение существовало именно под таким названием). Финкель считал академию университетом де-факто. Л. Финкель свидетельствовал: в начале XVIII века. академию посещали около 800 студентов. Раздел о доавстрийской истории университета Финкель окончил выражению польского просветителя Гуго Коллонтая. Там подчеркивалась важность этого учреждения в период, предшествующий разделу Речи Посполитой: «Принимая во внимание вручение докторских степеней, коллегии Львов и Познани можно считать университетами, и на общественность такими они и считаются». Автор таким образом возбудил дискуссию о дате основания. Войцеховский стал первым из ректоров Львовского университета, которые в своих инаугурационных речах, говоря о его учреждении, не отвергали в целом роли императора Иосифа II, однако ссылались на привилегию польского монарха Яна Казимира.

## Оценка деятельности
Наибольшее достижение Финкеля — подготовка к публикации многотомной библиографии польской истории. Ее появление в значительной степени — результат работы научного семинара, возглавляемого Ф. Ученый также поддерживал академические традиции, заложенные учителем — Ксаверием Лиске. Широко привлекал к научной работе студенческую молодежь, формировал студенческие научные кружки. Лекции Финкеля слушал выдающийся русский географ Степан Рудницкий.

## Важнейшие научные труды
- «Выборы Лещинского в 1704 году» («Elekcja Leszczyńskiego w roku 1704») (1884)
- «Окопы Святой Троицы» («Okopy św. Trójcy») (1889)
- «Нападение татар на Львов в 1695 году» («Napad Tatarów na Lwów w roku 1695») (1890)
- «Конституция 3 мая» («Konstytucja 3 Maja») (1891)
- «Варшавское герцогство» («Księstwo warszawskie») (1893)
- «История Львовского университета» («Historya Uniwersytetu Lwowskiego») (1894, 2 тома, в соавторстве со Станиславом Стажинским))
- «Выборы Сигизмунта I» («Elekcja Zygmunta I») (1910)